# Elecciones al Parlamento Europeo de 2009 (Bélgica)
En las elecciones al Parlamento Europeo de 2009 en Bélgica, celebradas en junio, se escogió a los 24 representantes de dicho país para la séptima legislatura del Parlamento Europeo.

## Resultados
| Datos de participación | Datos de participación | Datos de participación |
| ---------------------- | ---------------------- | ---------------------- |
| Censo electoral        | 7.760.436              | 100%                   |
| Votantes               | 7.014.415              | 90,39%                 |
| En blanco e inválido   | 442.613                | 6,31%                  |
| A candidatura          | 6.571.802              |                        |

| ← Elecciones al Parlamento Europeo de 2009 →        |         |       |         |
| Partido                                             | Votos   | %     | Escaños |
| Partido Demócrata-Cristiano Flamenco (CD&V)         | 948.123 | 14,43 | 3       |
| Abierto Liberales y Demócratas Flamencos (Open VLD) | 837.884 | 12,75 | 3       |
| Partido Socialista (PS)                             | 714.947 | 10,88 | 3       |
| Interés Flamenco (Vlaams Belang)                    | 647.170 | 9,85  | 2       |
| Movimiento Reformador (MR)                          | 640.092 | 9,74  | 3       |
| Ecolo                                               | 562.081 | 8,55  | 2       |
| Partido Socialista-Diferente (sp.a)                 | 539.393 | 8,21  | 2       |
| Nueva Alianza Flamenca (N-VA)                       | 402.545 | 6,13  | 1       |
| Centro Democrático Humanista (CDH)                  | 327.824 | 4,99  | 1       |
| Verde! (Groen!)                                     | 322.149 | 4,90  | 1       |
| Lista Dedecker (LDD)                                | 296.699 | 4,51  | 1       |
| Frente Nacional (FN)                                | 87.706  | 1,33  | 0       |
| Partido del Trabajo de Bélgica (Flandes) (PVDA+)    | 40.057  | 0,61  | 0       |
| Wallonie D'Abord                                    | 37.505  | 0,57  | 0       |
| Rassemblement Wallonie-France (RWF)                 | 30.488  | 0,46  | 0       |
| Partido del Trabajo de Bélgica (Valonia) (PTB+)     | 28.483  | 0,43  | 0       |
| Partido Social Liberal (SLP)                        | 26.541  | 0,40  | 0       |
| Partido Cristiano-Social (CSP)                      | 12.475  | 0,19  | 1       |
| Partei für Freiheit und Forschritt (PFF)            | 7.878   | 0,12  | 0       |
| Ecolo (alemán) (Ecolo)                              | 6.025   | 0,09  | 0       |
| Partido Socialista (alemán) (SP)                    | 5.658   | 0,09  | 0       |